# Malleval (Loire)
Malleval is een gemeente in het Franse departement Loire (regio Auvergne-Rhône-Alpes) en telt 477 inwoners (1999). De plaats maakt deel uit van het arrondissement Saint-Étienne.

## Geografie
De oppervlakte van Malleval bedraagt 5,1 km², de bevolkingsdichtheid is 93,5 inwoners per km².
De onderstaande kaart toont de ligging van Malleval (Loire) met de belangrijkste infrastructuur en aangrenzende gemeenten.

## Demografie
Onderstaande figuur toont het verloop van het inwonertal (bron: INSEE-tellingen).